# とば屋酢店
株式会社とば屋酢店（とばやすてん）は、福井県小浜市にある米酢や調味酢類の製造・販売会社である。
地元では「とば屋」「とば酢」と呼ばれている。

## 概要
1710年に、小浜にて5代目鳥羽屋治良右衛門が米酢醸造業を始め、創業した。法人化は1990年（有限会社）で、2001年に株式会社に変更した。
小浜市に工場を構えている他、実店舗である直営販売店「とば屋酢店酒井店」公式通販サイトを展開している。取扱商品は米酢、ポン酢やすし酢などの調味酢類、米麹や甘酒などの発酵品類など。
全国食酢協会中央会の会員企業である。

## 製法
もみ殻で保温された壺に仕込み、静置発酵で醸造する。